# Список умерших в 740 году

## Январь
- 5 января — Зейд ибн Али, эпоним одного из основных ответвлений шиитского ислама — зейдитов (аз-зайдия).

## Июль
- 4 июля — Андрей Критский, христианский богослов, проповедник и гимнограф, архиепископ города Гортины на Крите.

## Октябрь
- 20 октября — Акка, святой Римско-Католической Церкви, епископ Хексема (709—740).

## Декабрь
- Хильдерик, герцог Сполето (739—740).

## Дата смерти неизвестна или требует уточнения
- Адальберт Эгмондский, диакон из Эгмонда, святой Римско-католической и Православной церкви.
- Акуль-Мо-Наб III, правитель из Токтан-Лакамхской династии Бакальского царства.
- Герман I, патриарх Константинопольский (715—730).
- Григорий, герцог Беневенто (733—740).
- Евстафий Апсилийский, святой мученик православной Церкви.
- Константин Грузинский, грузинский князь, один из наиболее чтимых святых Грузинской православной церкви.
- Мэн Хаожань, китайский поэт, живший во времена империи Тан.
- Сейсилл ап Клидог, король Кередигиона (до 720), затем первый король Сейсиллуга (720—740).
- У Даоцзы, китайский художник династии Тан.
- Фараильда, святая Римско-Католической Церкви, дева, покровительница Бельгии, Гента, супружества и вдов.
- Фудзивара-но Хироцугу, японский поэт и государственный деятель эпохи Нара.
- Чжан Цзюлин, китайский государственный деятель и поэт эпохи Тан.
- Этельхард, король Уэссекса (726—740).
- Этильвальд Линдисфарнский, игумен монастыря Олд Мелрос (Шотландия), епископ Линдисфарна (721—740), преподобный, святой Римско-католической церкви.